# Seznam albánských spisovatelů
Seznam albánských spisovatelů obsahuje přehled některých významných spisovatelů, narozených nebo převážně publikujících v Albánii.

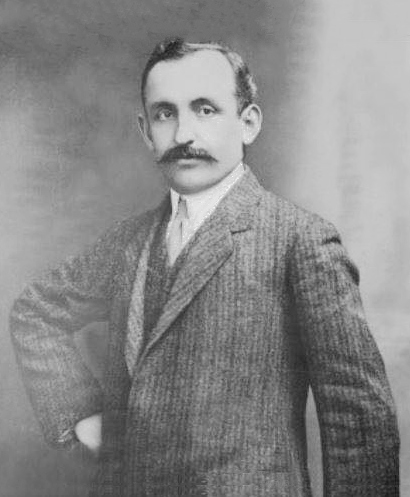
Albánský spisovatel - Andon Zako Çajupi

## A
- Flutura Açka
- Dritëro Agolli
- Mimoza Ahmeti
- Ylljet Aliçka
- Ag Apolloni
- Fatos Arapi
- Lindita Arapi
- Asdreni-Aleksander Stavre Drenova

## B
- Hydajet Bajri
- Frang Bardhi
- Eqrem Basha
- Pjetër Bogdani
- Flora Brovina
- Pjetër Budi
- Gjon Buzuku

## C
- Aleks Çaçi
- Andon Zako Çajupi
- Martin Camaj
- Stefan Çapaliku
- Nicola Chetta
- Romeo Çollaku

## D
- Rrahman Dedaj
- Jeronim De Rada
- Ridvan Dibra
- Elvira Dones

## F
- Gjergj Fishta
- Nezim Frakulla
- Naim Frashëri

## G
- Fahredin Gunga

## H
- Gëzim Hajdari
- Mihal Hanxhari
- Sabri Hamiti
- Ervin Hatibi

## K
- Helena Kadare
- Ismail Kadare
- Zyko Kamberi
- Teodor Keko
- Ernest Koliqi
- Fatos Kongoli
- Gazmend Krasniqi
- Milazim Krasniqi
- Mitrush Kuteli

## L
- Teodor Laço
- Natasha Lako
- Arian Leka
- Luljeta Lleshanaku
- Bardhyl Londo

## M
- Rudolf Marku
- Sejfulla Malëshova
- Lekë Matrënga
- Din Mehmeti
- Esad Mekuli
- Migjeni- Millosh Gjergj Nikolla
- Ndre Mjeda
- Besnik Mustafaj
- Gjon Muzaka

## N
- Fan Noli
- Baron Franz Nopcsa

## P
- Arshi Pipa
- Ali Podrimja
- Lasgush Poradeci

## Q
- Dhori Qiriazi
- Rexhep Qosja

## S
- Zef Serembe
- Filip Shiroka
- Azem Shkreli
- Xhevahir Spahiu
- Sterjo Spasse
- Shpendi Sollaku Noé

## T
- Parid Teferiçi
- Kasëm Trebeshina
- Agron Tufa

## U
- Vorea Ujko

## V
- Giulio Variboba
- Pashko Vasa
- Agim Vinca

## Z
- Muçi Zade
- Moikom Zeqo
- Visar Zhiti
- Preç Zogaj
- Zef Zorba